# Universo di One Piece
L'universo di One Piece è un universo immaginario creato dal mangaka Eiichirō Oda, che funge da ambientazione per il manga One Piece, nonché per le opere da esso derivate.

## Storia
Circa novecento anni prima dell'inizio della trama ebbero luogo i cosiddetti Cento anni del grande vuoto (空白の100年?, Kūhaku no hyaku-nen) (chiamati anche "Secolo buio", "Secolo vuoto" e "Cento anni bui" nell'edizione italiana dell'anime), un periodo storico di cui non si sa nulla e del quale nessun libro parla, soprattutto perché il Governo mondiale persegue con grande violenza coloro che tentano di svelarne il mistero. Durante questo periodo esisteva un regno enorme e potente il cui nome, secondo Clover, costituisce la chiave per far luce sul Secolo buio; al termine di questi cento anni il regno venne distrutto da un'alleanza di altri venti Paesi i cui sovrani, eccetto la famiglia Nefertari, si trasferirono poi a Marijoa dando vita alla dinastia dei Nobili mondiali e creando il Governo mondiale. Prima di sparire, tuttavia, gli abitanti dell'Antico regno lasciarono delle gigantesche steli, chiamate Poignee Griffe, con incisa la loro storia in una lingua misteriosa. Sempre nel Secolo buio sono state create le cosiddette "Armi ancestrali", ritenute in grado di distruggere intere isole, e la Noah (ノア?, Noa), una gigantesca arca costruita per mantenere la promessa fatta da un certo Joy Boy (ジョイボーイ?, Joi Boi) a una principessa sirena.
Vent'anni prima degli eventi correnti il pirata Gol D. Roger riuscì ad arrivare a Raftel, l'ultima isola della Rotta Maggiore, scoprendo la verità sul Secolo buio grazie alla sua abilità di udire la Voce di tutte le cose e trovando il leggendario tesoro One Piece. Fattosi catturare dalla Marina vista la sua imminente morte a causa di una malattia terminale, Roger venne giustiziato dopo aver rivelato al mondo l'esistenza del suo tesoro: ciò spinse moltissimi a prendere il mare alla sua ricerca dando così il via alla "Grande era della pirateria"; questo periodo dura fino alla morte di Barbabianca, evento che dà avvio alla cosiddetta "Nuova era della pirateria". 

### Armi ancestrali
Le Armi ancestrali (古代兵器?, Kodai heiki) sono tre potentissime armi che risalgono ai Cento anni del grande vuoto recante ciascuna il nome di una divinità greca o latina.
- Pluton (プルトン?, Puruton) è una corazzata che si dice sia in grado di distruggere da sola un'intera isola. Crocodile sostiene che è nascosta ad Alabasta, ma il Poignee Griffe presente sull'isola rivela invece che essa si trova nel Paese di Wa[9]. La nave venne costruita dai carpentieri di Water Seven e i progetti, conservati per costruirne un'altra qualora la prima venisse trovata, vennero tramandati da maestro ad allievo fino ad arrivare a Iceburg, che li consegnò a Franky per impedire che finissero nelle mani della CP9; successivamente il cyborg li distrugge a Enies Lobby per evitare che Spandam ne entri in possesso[10].
- Poseidon (ポセイドン?, Poseidon) è in realtà un'abilità delle principesse sirene (nell'epoca di ambientazione della storia è Shirahoshi) che permette di comunicare con i Re del mare e di poter quindi disporre del loro aiuto. Il risveglio di questo potere nella figlia preoccupa anche Re Nettuno e, parlando con quest'ultimo, Robin rivela che il Poignee Griffe di Shandora collocava quest'arma sull'isola degli uomini-pesce[4].
- Uranus (ウラヌス?, Uranusu) è la terza arma. A parte il nome, menzionato da Robin a Nettuno, di essa non si sa ancora nulla[8].

### One Piece e Re dei pirati
Lo One Piece (ひとつなぎの大秘宝?, Wan Pīsu, lett. "Il grande tesoro dello One Piece") è il leggendario tesoro appartenuto a Gol D. Roger. Il nome gli è stato dato dalla gente dopo che quest'ultimo riuscì a completare la Rotta maggiore arrivando sino a Raftel, dove si pensa si trovi. Sebbene si pensi sia costituito da tutte le ricchezze ottenute da Roger e i suoi durante il viaggio nessuno oltre a loro sa effettivamente in cosa consista: i molti misteri ad esso legati hanno per molto tempo fatto dubitare della sua effettiva esistenza, ma al termine della battaglia di Marineford Barbabianca afferma a gran voce che lo One Piece esiste davvero; attraverso i racconti di Kozuki Oden si scopre inoltre che esso è costituito almeno in parte da qualcosa che Joy Boy lasciò proprio su Raftel. Oda, rispondendo a chi supponeva che lo One Piece potesse essere l'avventura vissuta o i legami stretti durante il viaggio, ha affermato che si tratta di un vero e proprio tesoro. Strettamente collegato allo One Piece è il titolo di Re dei pirati (海賊王?, Kaizoku-ō), che identifica il più grande pirata vivente e il possessore del grande tesoro; esso era in origine solo l'appellativo che Roger ricevette dopo la conquista della Rotta maggiore, ma dopo la sua esecuzione il nome fu romanticizzato divenendo un vero e proprio titolo.

### Poignee Griffe
I Poignee Griffe (歴史の本文?, Pōnegurifu, lett. "Testo della storia") sono enormi monoliti cubici costituiti da un materiale sconosciuto e indistruttibile, di colore generalmente bluastro. Su di essi gli abitanti dell'Antico regno, aiutati dalla famiglia Kozuki, incisero gli avvenimenti del Secolo buio, la descrizione e la collocazione delle armi ancestrali e la posizione di Raftel usando un codice segreto, la cui chiave di lettura è stata tramandata dalla stessa famiglia Kozuki. A detta di Tamago sarebbero circa trenta mentre secondo Nico Robin sono di due tipi: quelli che conducono ad altri Poignee Griffe e quelli che riportano informazioni; tra questi ultimi vi sono i Real Poignee Griffe e i Road Poignee Griffe.
- I Real Poignee Griffe (真の歴史の本文?, Rio Pōnegurifu, lett. "Testo della vera storia") riportano informazioni sulla storia del Secolo buio. Ve ne sono solo nove al mondo di cui uno apparentemente sull'isola di Raftel, che una volta trovato dovrebbe chiarire il contenuto degli altri.
- I Road Poignee Griffe (ロード歴史の本文?, Rōdo Pōnegurifu) si differenziano per il colore rosso e perché riportano le coordinate di quattro punti unendo i quali si ottiene la posizione di Raftel. Uno si trova a Zo, uno a Whole Cake Island, uno nel paese di Wa e la posizione dell'ultimo, un tempo sull'isola degli uomini-pesce[5], è attualmente ignota[15].

### Volontà della D.
Alcuni personaggi presentano una "D." nel nome: questa misteriosa iniziale è collegata alla cosiddetta Volontà della D. (Dの意志?, Dī no ishi) e secondo Nico Robin rimanda in qualche modo al Secolo buio. Secondo quanto emerso finora si sa che essa è posseduta solo da coloro che sono nati per combattere e che hanno ereditato tale volontà da un predecessore, avente anch'egli la D., così da tramandarla nei secoli. Donquijote Rosinante ha rivelato che per i Nobili mondiali le persone con la D. rappresentano una terribile minaccia, al punto che in passato venivano usati come spauracchio per i bambini e che addirittura queste persone sono definite dai Draghi celesti "predatori degli dei".
Nell'edizione italiana dell'anime inizialmente non veniva fatto riferimento alla D., tanto che lo stesso nome del protagonista è stato cambiato in Rubber mentre un dialogo tra Rufy e Robin a tal proposito è stato modificato del tutto. Fa eccezione un confronto tra Kureha e Dorton, dove la donna rivela che il vero nome del Re dei pirati era Gol D. Roger e non "Gold" Roger e che la volontà della D. è ancora viva.

## Geografia
Il mondo di One Piece è coperto quasi interamente da oceani costellati di un numero indefinito di isole. L'unico continente, la Linea Rossa (赤い土の大陸?, Reddo Rain), è una massa terrestre lunga, stretta e alta, la quale circonda l'intero pianeta come una cintura, dividendo il mondo in due metà. A causa della sua inospitalità, la Linea Rossa è quasi completamente disabitata, mentre perpendicolarmente ad essa si trova la Rotta Maggiore, una striscia di mare con correnti, condizioni climatiche e magnetismo instabili, in cui la navigazione è particolarmente difficoltosa. Queste due linee dividono l'oceano in quattro spicchi denominati mari: il Mare Settentrionale, il Mare Meridionale, il Mare Occidentale e il Mare Orientale.
Oltre all'oceano sulla superficie, chiamato Mare Blu, esiste un oceano sopra le nuvole denominato Mare Bianco e un altro oceano ancora più in alto chiamato Mare Bianchissimo.
Circa ottocento anni prima della narrazione, secondo Vegapunk, il mondo aveva dei veri e propri continenti oltre alla Linea Rossa, sommersi da un innalzamento del mare di circa duecento metri, dovuto all'uso delle armi ancestrali durante la guerra tra l'Antico Regno e l'alleanza delle venti nazioni che avrebbero poi formato il Governo Mondiale. Le attuali isole presenti nel mondo sono ciò che rimane di quei continenti. 

### Mare Settentrionale
Il Mare Settentrionale (北の海ノースブルー?, Noosu Buruu, North Blue) è il luogo d'origine di Sanji e Trafalgar Law. Un tempo questo mare era sotto il controllo della famiglia Vinsmoke.
- Flevance (フレバンス?, Furebansu) è l'isola natale di Trafalgar Law. In passato era rinomata per la lavorazione del piombo ambrato (珀鉛?, hakuen), un minerale prezioso presente sull'isola. Questo materiale era però tossico, e quando si scoprì che era la causa di una malattia mortale che colpiva gli abitanti dell'isola, questi vennero sterminati dai regni limitrofi per paura del contagio; Law fu l'unico superstite, fuggito nascondendosi su un carro di cadaveri.
- Il Regno di Germa (ジェルマ王国?, Jeruma Ōkoku) è l'unico regno al mondo che si sposta tra i mari. Consiste in una gigantesca nave-isola composta a sua volta da decine di navi più piccole che all'occorrenza possono staccarsi da quella principale. Governato dalla famiglia Vinsmoke, un tempo tale regno controllava l'intero Mare Settentrionale, ma il potere gli venne sottratto e divenne un regno vagante. A parte la famiglia Vinsmoke e il suo personale, la maggior parte dei cittadini è composta dai soldati del Germa 66.

### Mare Meridionale
Dal Mare Meridionale (南の海サウスブルー?, Sausu Buruu, South Blue) provengono Franky, Orso Bartholomew e Portuguese D. Ace. Questo mare è rinomato per la produzione di armi.
- Il Regno degli Uccelli (トリノ王国?, Torino Ōkoku) è il luogo dove Orso Bartholomew scaglia TonyTony Chopper durante lo scontro alle isole Sabaody. L'isola ha la forma di un enorme albero con sopra alcuni nidi, su cui abitano degli uccelli giganti; alla base dell'albero, vi è una foresta in cui abitano gli isolani. Gli uccelli giganti erano perennemente in guerra con gli abitanti umani fino all'arrivo di Chopper sull'isola: grazie al suo intervento le due fazioni riescono a riappacificarsi e a vivere in pace.

### Mare Occidentale
Dal Mare Occidentale (西の海ウエストブルー?, Uesuto Buruu, West Blue) provengono Nico Robin, Brook e Shanks. Questo mare è controllato da cinque grandi famiglie criminali, tra le quali quella di Capone Bege.
- Ohara (オハラ?, O'hara) è la terra natale di Robin. L'isola era abitata da degli archeologi in grado di leggere l'antica scrittura e vi si trovava l'Albero della conoscenza (全知の樹?, Zenchi no ki), un enorme albero vecchio di cinquemila anni al cui interno era custodita la più grande raccolta di libri di storia e di documenti del mondo, nonché uno dei Poignee Griffe. L'isola viene distrutta da un Buster Call vent'anni prima della narrazione.
- God Valley (ゴッドバレー?, Goddo Barē) era un'isola che non faceva parte del Governo mondiale e il cui nome era dovuto a risorse di vario tipo presenti in grandi quantità[20]. Poco meno di quarant'anni prima della narrazione corrente, quest'isola fu teatro di un grande incidente in cui i famigerati pirati Rocks vennero affrontati e sgominati da Gol D. Roger e Monkey D. Garp per difendere i Nobili mondiali e i loro schiavi lì presenti; in seguito, l'isola scomparve da qualsiasi mappa[21].

### Mare Orientale
Il Mare Orientale (東の海イーストブルー?, Iisuto Buruu, East Blue) è il mare dove si svolge la prima parte dell'opera. Da questo mare provengono Monkey D. Rufy, Roronoa Zoro, Nami e Usop, nonché il Re dei pirati Gol D. Roger, il viceammiraglio della Marina Monkey D. Garp e i rivoluzionari Monkey D. Dragon e Sabo. È considerato il mare con i pirati più deboli: la taglia più alta, infatti, è quella che viene assegnata a Rufy dopo aver battuto Arlong (trenta milioni). Secondo Garp il Mare Orientale è un esempio di pace.
- L'Isola Dawn (ドーン島?, Dōn-tō) è quella su cui si trova il Villaggio di Foosha (フーシャ村?, Fūsha Mura), piccolo e quieto paesino dove è nato Monkey D. Rufy. Sull'isola si trova anche il Regno di Goa (ゴア王国?, Goa Ōkoku), un vasto Paese circondato da alte mura al cui interno risiedono i nobili e dove si dice non si trovi neanche un granello di polvere: il regno, infatti, è considerato il più pulito del Mare Orientale[23] poiché tutta la sporcizia viene ammassata in un'enorme montagna di spazzatura, chiamata Grey Terminal (グレイ・ターミナル?, Gurei Tāminaru), sede di una comunità senza legge. Il regno di Goa ha lo stesso nome di uno stato che compone l'India mentre il Grey Terminal è ispirato alla Smokey Mountain della bidonville di Manila nelle Filippine[24].
- Il Villaggio di Shimotsuki (霜月のくに?, Shimotsuki no kuni) è il luogo dove Roronoa Zoro vive la sua infanzia. Venne fondato circa cinquant'anni prima della narrazione da Shimotsuki Kozaburo, samurai e mastro spadaio fuggito da Wa[25].
- Sheltz Town (シェルズタウン?, Sheruzu Taun) è una città in cui si trova una base della Marina sotto il comando del corrotto capitano Morgan e che viene liberata da Rufy. Qui Rufy e Kobi conoscono Zoro e Hermeppo.
- L'Arcipelago Organ (オルガン諸島?, Orugan shotō) è un gruppo di isole in cui si trova il Villaggio di Orange (オレンジの町?, Orenji no machi), paese oppresso dall'occupazione della ciurma di Bagy. Molti abitanti di Orange si sono trasferiti su un'altra isola e fanno ritorno solo una volta che Rufy sconfigge Bagy.
- L'arcipelago Gekko (ゲッコー諸島?, Gekkō shotō) è il luogo in cui si trova il Villaggio di Shirop (シロップ村?, Shiroppu-mura), il paese natale di Usop e un luogo molto pacifico. L'isola su cui sorge Shirop è circondata da un'alta scogliera, così che gli unici punti d'accesso sono due pendii sui due lati dell'isola.
- Il Baratie (バラティエ?, Baratie) è un ristorante di classe che galleggia sul mare aperto. È diretto da Zef, ed è qui che Sanji lavora fino all'ingresso nella ciurma di Rufy. Il ristorante ha la forma di un pesce e ha molte caratteristiche nascoste: ad esempio, la testa può separarsi dal resto della nave ed essere usata per sparare palle di cannone, e le pinne possono essere sollevate per creare una piattaforma attorno al ristorante, così che, in caso di attacco pirata, il combattimento non si svolga all'interno dell'edificio.
- L'Arcipelago Konomi (コノミ諸島?, Konomi shotō)[26] è un gruppo di isole sotto il controllo della ciurma di Arlong. Sull'arcipelago si trova il Villaggio di Coco (ココヤシ村?, Kokoyashi-mura), paese natale di Nami, famoso per i suoi mandarini. Qui si trova anche Arlong Park (アーロンパーク?, Āron Pāku), base degli uomini-pesce capitanati da Arlong, che viene poi distrutta da Rufy.
- Rogue Town (ローグタウン?, Rōgutaun), Logue Town nell'edizione italiana dell'anime, conosciuta anche come "Città dell'inizio e della fine", è il luogo dove nacque e fu giustiziato Gol D. Roger. È l'ultima città del Mare Orientale che si incontra prima di entrare nella Rotta Maggiore, e per questo motivo una tappa obbligata dei pirati per fare gli ultimi rifornimenti. Un faro punta all'entrata della Rotta Maggiore, la Reverse Mountain.
- Tequila Wolf (テキーラウルフ?, Tekiira Urufu) è un luogo dove da ben settecento anni si cerca di completare un grandioso ponte avvalendosi del lavoro di schiavi (perlopiù criminali e prigionieri provenienti da nazioni non affiliate al Governo mondiale); fu commissionato dai Nobili mondiali senza alcun motivo preciso. Qui, viene scagliata Nico Robin da Orso Bartholomew. Viene in seguito attaccata dai rivoluzionari che liberano Robin.

### Rotta Maggiore
La maggior parte della storia si svolge nella Rotta Maggiore (グランドライン?, Gurando Rain), Grande Blu nell'edizione italiana dell'anime. Mentre negli altri mari il clima e le stagioni funzionano regolarmente, nella Rotta Maggiore variano in maniera pressoché imprevedibile e si stabilizzano solamente in presenza delle isole, che possono essere primaverili, estive, autunnali o invernali. Non è possibile muoversi all'interno della Rotta Maggiore se non utilizzando un Log Pose a causa dei campi magnetici delle varie isole, che tendono a occultare quello terrestre. In generale i pirati che navigano nella Rotta Maggiore sono molto più forti di quelli dei quattro mari, poiché quelli impreparati finiscono per soccombere: a causa di ciò è soprannominata dalla Marina "Il cimitero dei pirati". La Rotta Maggiore è suddivisa in due metà: il Paradiso e il Nuovo Mondo; è poi delimitata a nord e a sud dalle fasce di bonaccia (カームベルト?, Kāmuberuto, Calm Belt), zone di mare in cui il vento e le correnti marine sono completamente assenti: questi fattori, uniti alla presenza di enormi mostri marini, chiamati Re del mare (海王類?, Kaiō-rui), che abitano questi tratti, rendono la navigazione nelle fasce difficoltosa per la maggior parte delle navi. 

#### Paradiso
La prima metà della Rotta Maggiore è nota come "Paradiso" (楽園?, Paradaisu) perché coloro che riescono a giungere al Nuovo Mondo vedono in essa molte meno difficoltà e avversari molto meno forti, tanto da paragonarla appunto al Paradiso. Tendenzialmente le taglie dei pirati del Paradiso sono più basse di quelle dei pirati del Nuovo Mondo, e raramente superano i cento milioni di berry. Il Paradiso inizia alla Reverse Mountain e termina all'isola degli uomini-pesce.
- La Reverse Mountain (リヴァース・マウンテン?, Ribāsu Maunten) è una montagna che costituisce l'entrata per la Rotta Maggiore e il luogo in cui i quattro mari si uniscono. Quattro correnti, ognuna proveniente da uno dei quattro mari, risalgono la montagna e si incontrano sulla cima, scendendo quindi verso la Rotta Maggiore. Subito dopo essere entrati si incontra un faro situato nel Promontorio Futago (双子岬?, Futago Misaki), chiamato Promontori gemelli nell'edizione italiana dell'anime, dove vivono Crocus e Lovoon.[29]
- Whisky Peek (ウィスキー ピーク?, Uisukī Pīku) è una città situata sull'isola Cactus (サボテン?, Saboten). Essa è abitata dai cacciatori di taglie della Baroque Works che catturano chiunque ha una taglia sulla testa e che vengono sconfitti da Zoro. L'isola è caratterizzata da gigantesche montagne a forma di cactus, le cui spine sono costituite dalle lapidi delle persone eliminate dai mercenari dell'isola.
- Little Garden (リットル ガーデン?, Rittoru Gāden) è un'isola abitata da enormi animali preistorici e dai giganti Dori e Brogi. Sull'isola sono presenti i teschi di due mostri marini uccisi dai giganti. Un terzo mostro marino impedisce la fuga dall'isola, finché non viene ucciso dai due per consentire a Rufy e alla ciurma di andarsene. Si chiama così perché ai suoi abitanti quell'isola appare come un "piccolo giardino".
- Drum (ドラム?, Doramu) è un'isola invernale avvolta dal freddo e ricoperta dalle nevi; è caratterizzata da una catena di monti a forma di tamburo ed è il luogo di nascita di TonyTony Chopper. Il sovrano dell'isola è Wapol, ma dopo la sua sconfitta il regno passa nelle mani di Dorton, che lo ribattezza Regno di Sakura (サクラ王国?, Sakura Ōkoku).
- Alabasta (アラバスタ?, Arabasuta) è un'isola governata da secoli dalla famiglia Nefertari. L'isola è prevalentemente desertica e nel disegnarla Oda si è ispirato all'antico Egitto[30]. La capitale è Alubarna (アルバーナ?, Arubāna), dove si trova il palazzo reale; nei sotterranei del palazzo è conservato il Poignee Griffe recante l'ubicazione dell'Arma ancestrale Pluton.
- Jaya (ジャヤ?) è un'isola, un tempo a forma di teschio, su cui quattrocento anni prima dell'inizio della storia abitavano gli Shandia. A causa della Knock Up Stream (突き上げる海流?, Nokku Appu Sutorīmu), una potente corrente marina ascensionale, questi furono scagliati in cielo insieme a un grosso pezzo dell'isola, che andò poi a formare l'Upper Yard di Skypiea. Sulla parte rimasta in mare si trova Mock Town (モックタウン?, Mokkutaun), un porto senza legge abitato principalmente da pirati.
- Longring Longland (ロングリングロングランド?, Rongu Ringu Rongu Rando) è un arcipelago di dieci isole disposte ad anello, caratterizzate dal fatto che quando la marea si abbassa una volta l'anno, il lembo di terra che unisce le isole diventa visibile e percorribile. Le isole sono delle vaste pianure con alcuni alberi che crescono qua e là. Gli animali che vivono qui sono unici in quanto sono o molto più lunghi o molto più alti del normale.
- Water Seven (ウォーターセブン?, Wōtā Sebun) è una città conosciuta anche come "La metropoli dell'acqua" (水の都?, Mizu no miyako). È infatti costruita su più livelli collegati da canali e ascensori idraulici. L'isola viene sommersa ogni anno da una gigantesca onda anomala che fa alzare il livello delle acque e che è conosciuta con il nome di Aqua Laguna (アクア・ラグナ?, Akua Raguna), sebbene gli abitanti vi abbiano fatto l'abitudine e siano riusciti a trovare delle contromisure per limitare i danni. L'isola è governata dal sindaco Iceburg ed è rinomata per l'abilità dei suoi carpentieri e per la presenza del Treno marino.
- Baltigo (バルティゴ?, Barutigo), chiamata anche "L'isola dalla terra bianca", è il quartier generale dell'Armata rivoluzionaria. La sua locazione viene scoperta per caso da Jesus Burgess. Dopo la partenza di Rufy per Tottoland, Pedro legge su un quotidiano che Baltigo è in rovina a causa dell'attacco di Barbanera.
- Thriller Bark (スリラーバーク?, Surirābāku) è la più grande nave pirata del mondo, capitanata da Gekko Moria e dislocata all'interno del Triangolo Florian (魔の三角地帯?, Furorian Toraianguru), un tratto di mare sede di misteriose sparizioni di navi e costantemente pervaso da una fitta nebbia. L'isola è il quartier generale dei pirati di Moria. Per creare le atmosfere di Thriller Bark, allo stesso tempo horror e comiche, Oda si è ispirato a film quali La famiglia Addams o Nightmare Before Christmas[31], mentre il Triangolo Florian è basato sul reale triangolo delle Bermuda[32].

Suddivisione delle isole Sabaody

- Le Isole Sabaody (シャボンディ?, Shabondi)[N 2] sono un arcipelago di settantanove isole[33] costituite dalle mangrovie Yarukiman (ヤルキマン・マングローブ?, Yarukiman mangurōbu), giganteschi alberi che piantano le proprie radici nel fondale oceanico. Le isole, chiamate Grove, sono collegate tra loro grazie a dei ponti, e sono numerate e raggruppate in gruppi di dieci, che identificano delle zone classificate in base alle attività che vi si svolgono. Sull'arcipelago è presente un florido commercio di schiavi.
- Amazon Lily (アマゾン・リリー?, Amazon Rirī), nota anche come "Isola delle donne" (アマゾン・リリー?, Nyōga shima), è l'isola delle Kuja, una tribù composta da donne guerriere. Al centro dell'isola vi è un'alta montagna sulla quale sono scolpiti dei serpenti e il nome giapponese della tribù amazzone dell'isola, Kuja (九蛇?). All'interno della montagna c'è una profonda valle dove si trova il villaggio della tribù. Dal momento che l'isola si trova in una delle due fasce di bonaccia, per raggiungerla è necessario remare oppure che la nave sia trainata da mostri marini. La moneta valida in questo luogo è il gor, al posto del berry. Al largo dell'isola si trova Cennessuno (ルスカイナ?, Rusukaina, lett. "C'è nessuno in casa?"), isola disabitata sulla quale Rufy si allena nei due anni successivi la guerra di Marineford.
- Greenstone (グリンストン?, Gurinsuton), chiamata anche "Il bosco dei briganti", fa parte dell'Arcipelago Boeing ed è il luogo dove viene scaraventato Usop da Orso Bartholomew. L'isola è abitata da insetti giganti e piante carnivore ed è essa stessa una gigantesca pianta carnivora. È anche il luogo dove vive Hercules, l'uomo che aiuta Usop a sopravvivere e lo allena per diventare più forte. Il suo nome scientifico è Stomach Baron.
- Momoiro (モモイロ?), detta anche "L'isola rosapesca" o "Seconda isola delle donne" dopo Amazon Lily, è l'isola dove Orso Bartholomew spedisce Sanji. È di colore rosa ed è caratterizzata da elementi naturali a forma di cuore; le persone e gli animali che la abitano sono transgender. L'isola appartiene al Regno di Kamabakka (カマバッカ王国?, Kamabakka Ōkoku), stato su cui governa Emporio Ivankov. Qui è nata anche l'arte marziale del Kung Fu gay. In seguito alla distruzione di Baltigo, l'isola diventa la nuova sede dell'Armata rivoluzionaria.
- Kuraigana (クライガナ島?) è un'isola dall'atmosfera tetra. Appartiene al Regno di Shikkearu (シッケアール王国?), sparito sette anni prima degli eventi attuali a causa di una guerra; successivamente diventa la dimora di Drakul Mihawk. Orso Bartholomew vi spedisce Perona prima e Zoro poi. Sull'isola vivono anche gli umandrilli, dei babbuini molto intelligenti che imitano le azioni degli umani; a causa della guerra hanno imparato a combattere come gli esseri umani utilizzando anche armi da fuoco e da taglio[34].
- Namakura (ナマクラ島?), detta anche "L'isola dei buoni a nulla", è il luogo dove Orso Bartholomew scaraventa Brook. In quest'isola è situato Harahettania (ハラヘッターニャ?, Harahettānya), ovvero "Il regno della povertà", una landa di poveri e affamati.
- Karakuri (からくり島?, Karakuri-jima), detta anche "L'isola degli inganni", è un'isola invernale, famosa per l'avanzata tecnologia. Orso Bartholomew vi scaglia Franky, il quale atterra in un luogo chiamato Regno di Barjimoa (バルジモア王国?, Barijimoa Ōkuku), o anche "Regno del futuro". Karakuri è il luogo dove è nato il dottor Vegapunk[35] e dove si trova il suo primo laboratorio, ormai abbandonato. Molti degli animali presenti sull'isola, compresi quelli selvatici, sono cyborg, creati da Vegapunk per la protezione della sua terra natia.
- L'isola degli uomini-pesce (魚人島?, Gyojin-tōkontoru) è l'ultima isola del Paradiso, terra natale di uomini-pesce, sirene e tritoni. L'isola si trova sul fondale oceanico proprio sotto la Linea Rossa e costituisce pertanto un punto di passaggio forzato per coloro che vogliono viaggiare tra le due metà della Rotta Maggiore. Essa prospera grazie all'albero Eva (イブ?, Ibu), detto l'Albero di luce solare (陽樹?, Yōju), una pianta in grado di incanalare verso il fondo del mare i raggi del sole e l'ossigeno che produce[36]. L'isola è governata da Nettuno ed è posta sotto la protezione di Barbabianca e, dopo la sua morte, di Big Mom. Il quartiere degli uomini-pesce (魚人街?, Gyojin-gai) è una delle zone più degradate dell'isola e il luogo in cui si trova la gigantesca arca Noah. Esso viene chiuso dopo gli scontri con i nuovi pirati uomini-pesce. In una foresta di alghe adiacente all'isola si trova il Poignee Griffe rivelante la natura dell'Arma ancestrale Poseidon.

#### Nuovo Mondo
"Nuovo Mondo" (新世界?, Shin Sekai) è il termine che identifica la seconda metà della Rotta Maggiore e si estende da Marijoa fino all'altro lato della Reverse Mountain. È un mare molto pericoloso, dalle condizioni climatiche estreme e nel quale si manifestano fenomeni che sfidano le leggi della fisica. Secondo Barbabianca sono poche le persone capaci di navigare in questo mare. Le acque del Nuovo Mondo sono dominate dai Quattro Imperatori. Esistono due modi per giungere nel Nuovo Mondo: la via più sicura è scalare la Linea Rossa e attraversare Marijoa, ma è riservata alla popolazione civile e ai membri del Governo o della Marina, mentre i pirati sono obbligati a passare per l'isola degli uomini-pesce.
- Punk Hazard (パンク ハザード?, Panku Hazādo) è un'isola su cui sbarcano i pirati di Rufy dopo essere entrati nel Nuovo Mondo. Vi si trovava la sede del laboratorio del dottor Vegapunk e della squadra scientifica della Marina. Un tempo lussureggiante, l'isola è stata distrutta da un esperimento fallito di Caesar Clown e resa inabitabile; inoltre è stata scelta da Akainu e Aokiji come teatro per il loro scontro, che ha diviso l'isola in due metà, una gelida e coperta di ghiacci e l'altra infuocata e rovente. Nella metà ghiacciata sono presenti i resti dei laboratori di Vegapunk, utilizzati da Ceasar Clown per i suoi esperimenti.
- Dressrosa (ドレスローザ?, Doresurōza) è un'isola del Nuovo Mondo governata da Donquijote Do Flamingo e dalla sua ciurma[38]. Ottocento anni prima dell'inizio della storia l'isola era governata dalla dinastia Donquijote, ma quando questa si trasferì a Marijoa, fu sostituita dalla famiglia Riku. Otto anni prima dell'inizio della narrazione, Do Flamingo spodestò il re dopo aver controllato lui e i suoi uomini per attaccare la popolazione e fu accettato come nuovo sovrano. In seguito alla sconfitta di Do Flamingo, la famiglia Riku è tornata al potere. L'isola è stata disegnata traendo numerose ispirazioni dalla cultura spagnola e dall'antica Grecia[39]. La capitale è Acacia (アカシア?, Akashia), città portuale dove si trova il palazzo reale e il Colosseo delle Corride (コリーダコロシアム?, Korīda Koroshiamu), sotto il quale è nascosta la fabbrica degli Smile. Del territorio di Dressrosa fa parte anche Green Bit (グリーンビット?, Gurīn Bitto), un'isola coperta da una foresta e abitata dai Tontatta.
- Zo (ゾウ?, Zō, lett. "Elefante") è l'isola dove si trova il Ducato di Mokomo (モコモ公国?, Mokomo Kōkoku), il paese dove vivono i visoni. La sua peculiarità più evidente sta nel fatto di trovarsi sul dorso di un gigantesco elefante, vivo da più di mille anni, chiamato Zunisha (象主?): per questo, essendo sempre in movimento, non è possibile stabilirne la posizione con certezza ed è pertanto irraggiungibile tramite un Log Pose. A Zo si trova uno dei quattro Road Poignee Griffe.
- Tottoland (万国?, Tottorando) è un arcipelago di isole che si trova sotto il controllo di Big Mom; l'arcipelago include trentacinque isole, ciascuna delle quali è dedicata a un particolare cibo e affidata a un figlio dell'imperatrice che ricopre il ruolo di ministro. Tottoland è abitata da persone di tutte le razze esistenti al mondo, ad eccezione di tre di esse (giganti, lunaria e buccaneer), che convivono in armonia. Coloro che risiedono a Tottoland, per continuare a vivere sull'arcipelago, devono donare un mese della loro aspettativa di vita alle incarnazioni di Big Mom ogni sei mesi. Esse poi diffondono tale offerta sulle varie isole e danno così vita agli homeys. Tottoland ha come fulcro Whole Cake Island (ホールケーキアイランド?, Horu Kēki Airando), un'isola dalla forma simile a una torta di compleanno, sulla quale si trova il castello Whole Cake (ホールケーキ城?, Hōru Kēki Shatō), residenza di Big Mom e base della sua ciurma; qui sono conservati quattro Poignee Griffe, tra cui uno dei Road.
- Il Paese di Wa (ワノ国?, Wa no Kuni) è un'isola non affiliata al Governo mondiale suddivisa in sei distretti, ciascuno con clima e ambiente diverso dagli altri; nel disegnarla Oda si è ispirato al Giappone del periodo Edo. Attualmente, l'isola risulta elevata rispetto al normale livello del mare, circondata da un anello roccioso; tuttavia, secoli prima, l'originale paese si trovava al normale livello del mare, ed è stata la costruzione di tale anello a provocare un sempre maggiore sedimento d'acqua, costringendo la popolazione a ricostruire il paese a un'altezza più elevata[40]. L'isola è uno shogunato che pratica l'isolazionismo ed è abitata da samurai la cui abilità è temuta persino dalla Marina. Da Wa proviene Ryuma, considerato un eroe nazionale da quando scacciò gli invasori che volevano depredare l'isola. Wa è occupata da Kaido ed è governata da Kurozumi Orochi; dopo la loro sconfitta, lo shogunato passa a Kozuki Momonosuke[41]. La base di Kaido si trova su Onigashima (鬼ヶ島? lett. "Isola degli orchi"), a sud di Wa; a Wa si trovano, inoltre, uno dei quattro Road Poignee Griffe e, sommersa al di sotto del paese, l'arma ancestrale Pluton[40].
- Alveare (ハチノス?, Hachinosu), conosciuta come "L'isola dei pirati" (海賊島?, Kaizoku Shima) è l'isola dove stabilisce la propria base Marshall D. Teach, in quanto Imperatore, tra la prima e la seconda metà della storia: tale isola è caratterizzata da una gigantesca roccia a forma di teschio con una bandana, ed è abitata quasi esclusivamente da criminali. Fu il luogo dove, decenni prima rispetto alla storia principale, Rocks D. Xebec creò la propria ciurma.
- Egghead (エッグヘッド?, Egguheddo), nota come "L'isola del futuro" (未来島?, Mirai-jima), è l'isola sede dei laboratori del dottor Vegapunk. Quest'isola è caratterizzata da tecnologie estremamente avanzate, meccanismi avveniristici e prototipi futuristici ideati dallo scienziato. L'isola ha l'aspetto di un gigantesco ovale aperto come un uovo circondato da un meccanismo a forma di anello planetario.
- Erbaf (エルバフ?, Erubafu), la cui traslitterazione corretta sarebbe "Elbaph" e talvolta viene resa "Elbaf" (cioè la parola inglese fable, ossia "fiaba", letta al contrario), è un'isola abitata da giganti e il luogo d'origine dei pirati Guerrieri Giganti. Tale isola sorge alle radici dell'immenso "Albero Tesoro" Adam (宝樹アダム?, Hōju Adamu), che si sviluppa smisuratamente verso l'alto su più chiome, talmente vaste da ospitare a loro volta altri villaggi e insediamenti. È un luogo che ha la fama di avere l'esercito più forte al mondo, e poiché la sua cultura è profondamente legata alla guerra e al combattimento, viene identificato anche come "Woland" (ウォーランド?, Wōrando, lett. "Warland, terra della guerra").
- Lodestar (水先星?, Rōdosutā, lett. "stella polare")[16] è l'isola che si trova al termine della Rotta Maggiore, dove convergono tutte e sette le rotte che è possibile intraprendere al Promontorio Futago. A un certo punto tutti gli aghi del Log Pose convergono su quest'isola: qui, normalmente, si dovrebbe venire a conoscenza del mistero dei Poignee Griffe e della civiltà che diede loro origine, oltre che dell'esistenza dell'isola di Raftel[42]. Nelle immagini che rappresentano le sette rotte che convergono verso quest'isola essa è posta alla fine della Rotta Maggiore, dietro la Linea Rossa, ma non si sa effettivamente dove si trovi e prima dei pirati di Roger nessuno è stato in grado di raggiungerla.

### Mari del cielo

Mappa approssimativa di Skypiea

In cielo si trovano due mari: il Mare Bianco e il Mare Bianchissimo. Entrambi sono contenuti in un ammasso di nuvole consistenti, chiamate cumuli imperiali (積帝雲?, Sekitei-un), e sono formati dalla sostanza nota come mare di nuvole (海雲?, Umigumo) su cui le navi possono navigare come in acqua. Sui mari del cielo si trovano occasionalmente delle nuvole più dense, in grado di reggere il peso di persone e oggetti, chiamate isole di nuvole (島雲?, Shimagumo). Questi tipi di nuvole nascono grazie a un materiale chiamato dagli autoctoni "pilobroin", presente anche nell'agalmatolite: tale sostanza viene trasportata in cielo dalle eruzioni vulcaniche e, in base alla densità data dall'acqua che assorbe, genera il mare o le isole di nuvole. La moneta corrente non è il berry ma l'extol (エクストル?, ekusutoru). Un'altra differenza con la vita sul Mare Blu è l'utilizzo dei Dial. I suoi abitanti possiedono inoltre delle piccole ali sulla schiena.
- Il Mare Bianco (白海?, Haku-kai), situato a settemila metri di altitudine, è raggiungibile dal Mare Blu cavalcando la Knock Up Stream, una potentissima corrente d'acqua che finisce dritta in cielo, o scalando l'High West, una successione di isole sospese in aria. Il Mare Bianchissimo (白々海?, Hakuhaku-kai) si trova a diecimila metri e per arrivarci è necessario passare per un cancello chiamato Heaven's Gate (天国の門?, Tengoku no Mon).
- Skypiea (スカイピア?, Sukaipia) è una delle isole nel cielo. Essa è composta da due zone: Angel Island (エンジェル島?, Enjeru Tō), un'isola di nuvole in cui risiede la popolazione celeste e distrutta da Ener, e l'Upper Yard (神の島?, Appā Yādo), composta da terreno solido in quanto si tratta di una parte dell'isola di Jaya sbalzata in cielo dalla Knock Up Stream. L'Upper Yard ospita l'antica città d'oro di Shandora (シャンドラ?), abitata dagli antichi Shandia. Abbandonata dalla popolazione dopo l'arrivo in cielo, di essa sono rimaste solo rovine. Ener la depredò dell'oro per costruire l'Arca Maxim. La campana d'oro di Shadora era usata durante le cerimonie religiose; alla base della campana c'è il Poignee Griffe di Shandora insieme a una nota lasciata da Gol D. Roger con l'aiuto di Kozuki Oden[16].
- Weatheria (ウェザリア?, Wezaria), detta anche "Il paese della meteorologia", è un'isola nel cielo sulla quale viene spedita Nami da Orso Bartholomew. È un'isola mobile che si sposta su una nuvola che la sostiene ed è circondata da un perenne arcobaleno. Qui vivono diversi saggi, fra cui Haredas, dediti allo studio della meteorologia.

### Isole governative

Rappresentazione grafica della corrente trainante

Il Governo mondiale ha varie basi dislocate per tutti i mari: le tre isole principali sono Marineford, sede del quartier generale della Marina, Impel Down, la prigione più grande al mondo, e Enies Lobby, sede della CP9 e del tribunale giudiziario. Queste tre isole si trovano nel Paradiso e sono collegate dalla corrente trainante (タライ海流?, Tarai kairyū) accessibile solo attraverso i Cancelli della giustizia (正義の門?, Seigi no mon), colossali portali di ferro con raffigurato il simbolo del Governo. Nei due anni successivi la battaglia di Marineford, il grand'ammiraglio Akainu ha trasferito il quartier generale della marina nel Nuovo Mondo al posto della base G1 ribattezzandola "New Marineford".
- Enies Lobby (エニエスロビー?, Eniesu Robī) è una delle più grandi fortezze del Governo mondiale ed è la sede del tribunale giudiziario e della Torre della Giustizia, quartier generale della CP9. Collegata a Water Seven grazie al Treno marino, l'isola è sospesa su una cascata circolare (in realtà una voragine in mezzo all'oceano) e l'unico modo per entrarvi è quello di oltrepassare due cancelli in sequenza. Viene distrutta da un Buster Call richiesto inavvertitamente da Spandam.
- Impel Down (インペルダウン?, Inperu Daun) è la più grande prigione del mondo. Si trova in una delle fasce di bonaccia che delimitano il Paradiso; l'edificio è a tronco di cono e suddiviso in sei livelli che giungono fino al fondale marino. I prigionieri sono suddivisi nei livelli in base alla taglia e le pene che affrontano sono sempre più atroci man mano che si procede verso il basso, analogamente all'Inferno dantesco: nel primo livello sono presenti alberi dalle foglie affilate come lame; nel secondo i prigionieri sono dati in pasto a belve feroci; nel terzo sono lasciati morire di fame e sete in un vero e proprio deserto; il quarto livello è caratterizzato da temperature estreme e i prigionieri vengono gettati in un enorme calderone di sangue bollente lì presente; nel quinto livello si hanno temperature bassissime che portano all'assideramento; nel sesto livello sono rinchiusi i peggiori criminali della storia, costantemente vessati dai Guardiani demoniaci. Tra il quinto e il sesto livello è presente un piano segreto, detto "livello quinto e mezzo: Terra dei Trans-formati" (番地ニューカマーランド?, Banchi Nyūkamā Rando), governato da Emporio Ivankov e successivamente da Mr.2. La prigione è famosa per la sua impossibilità di evasione sebbene vi siano state almeno due fughe, quella di Shiki e l'evasione di massa antecedente la guerra di Marineford.
- Marineford (マリンフォード?, Marinfōdo) è il luogo in cui si trova la sede centrale della Marina. L'isola è a forma di mezzaluna e il centro della piazza principale è occupato dall'enorme campana di Ox. Due anni dopo la guerra tra la Marina e la flotta di Barbabianca diventa la sede di una normale base della Marina, il G-1, perché per volontà del nuovo grand'ammiraglio Akainu il quartier generale viene trasferito nel Nuovo Mondo per poter minacciare direttamente i Quattro Imperatori.
- New Marineford (ニューマリンフォード?, Nyū Marinfōdo) è inizialmente la base G-1 della Marina: essa si trova nel Nuovo Mondo in una posizione perfettamente simmetrica rispetto a Marineford, molto vicina alla Linea Rossa. In seguito alla battaglia della Marina contro la ciurma di Barbabianca e alla distruzione di Marineford che ne consegue, oltre che per rispondere in modo più forte alla minaccia della pirateria, il Governo mondiale trasferisce su quest'isola il quartier generale della Marina. È una fortezza più grande e imponente rispetto alla precedente, caratterizzata da un'enorme costruzione che rappresenta due ali di gabbiano che sovrasta l'intera isola.

### Marijoa
Il santuario di Marijoa (聖地マリージョア?, Seichi Marījoa, lett. "Terra sacra di Marijoa") è il quartier generale del Governo mondiale. Si trova sulla Linea Rossa, agli antipodi della Reverse Mountain, ed è considerata la terra sacra del mondo di One Piece: i Nobili mondiali hanno infatti qui la loro residenza ufficiale. Nella città è presente un enorme palazzo, chiamato Castello Pangea (パンゲア城?, Pangea-jō), dove si riuniscono i Cinque Astri di Saggezza. Al termine di una lunghissima scalinata, al centro esatto della città, si trova il Trono vuoto (虚の玉座?, Kyo no gyokuza), un seggio circondato da armi costruito dai venti sovrani che fondarono il Governo mondiale e che è ritenuto essere il cuore del mondo. Poiché i venti fondatori volevano che nessuno troneggiasse sopra gli altri, stabilirono che il trono sarebbe dovuto rimanere vacante, come simbolo di pace e uguaglianza; in realtà, si scopre che esso è occupato da Im.

### Raftel
Raftel (ラフテル?, Rafuteru), la cui traslitterazione originale sarebbe Laugh Tale (letteralmente "burla"), è il luogo che si raggiunge seguendo le indicazioni dei Road Poignee Griffe. L'isola è stata chiamata così da Roger quando riuscì a giungervi poiché una volta trovatosi dinanzi al tesoro lasciatovi da Joy Boy, lui e la sua ciurma scoppiarono a ridere divertiti: questo tesoro costituisce, almeno in parte, il leggendario One Piece; inoltre si suppone che qui si trovi anche uno dei nove Real Poignee Griffe. Le uniche persone a confermare la sua esistenza sono state Gol D. Roger e Silvers Rayleigh; è stata visitata inoltre da Kozuki Oden e Crocus, al tempo membri dei pirati di Roger. Non si conoscono le coordinate esatte dell'isola: come rivelato da Cane-tempesta, l'unico modo per raggiungere Raftel è trovare i quattro Road Poigne Griffe sparsi per il mondo, dal momento che ognuno di essi indica un luogo preciso e una volta unite le coordinate di tutte e quattro le pietre si ottengono le indicazioni per raggiungere l'isola.

## Società

### Ordine mondiale, informazione ed economia

Simbolo del Governo mondiale

L'ordine mondiale in One Piece è gestito da un'organizzazione planetaria, chiamata appunto Governo mondiale (世界政府?, Sekai seifu), che riunisce centosettanta Paesi; i sovrani di questi Stati si incontrano ogni quattro anni a Marijoa per prendere parte al Reverie (世界会議?, Reverī, lett. "Concilio mondiale"), una riunione della durata di sette giorni nella quale vengono discussi temi relativi all'assetto mondiale. Il Governo ha il compito principale di garantire il benessere e la sicurezza degli Stati membri ma alcuni suoi obiettivi sono molto meno nobili: a questo proposito si può citare la ferocia con cui viene difeso il mistero relativo al Secolo buio.
La massima autorità è rappresentata dal misterioso Im, ma formalmente a capo del Governo ci sono i Cinque Astri di Saggezza; subito sotto di loro ci sono i Nobili mondiali, ossia i dispotici discendenti di diciannove dei venti re che fondarono il Governo al termine del Secolo buio. Gli Stati che intendono far parte del Governo devono versare ad essi una cospicua tassa annuale: tutti i Paesi che non riescono a farvi fronte sono esclusi dalla protezione concessa dal Governo e pertanto sono facilmente preda di pirati e criminali. Il braccio armato del Governo è rappresentato dalla Marina, mentre i Cipher Pol agiscono come servizi segreti; l'arma più potente a disposizione del Governo è il "Buster Call" (バスターコール?, Basutā Kōru), ossia la convocazione di dieci navi da guerra comandate da cinque viceammiragli con l'obiettivo di bombardare a tappeto il bersaglio; a causa dell'elevata capacità distruttiva e dell'enorme numero di vittime che comporta, solo gli Astri di Saggezza e gli ammiragli della Marina sono autorizzati a richiederlo, sebbene questi possano conferire l'autorizzazione ad altre persone. Tra le minacce più gravi che il Governo deve affrontare ci sono i Quattro Imperatori, che controllano il Nuovo Mondo, e per poterli contrastare il Governo stesso ha stretto un'alleanza con alcuni dei pirati più forti del mondo riuniti nella cosiddetta Flotta dei Sette: la Marina, la Flotta e gli Imperatori costituiscono le tre grandi forze che mantengono in equilibrio il mondo di One Piece, ma durante il Reverie viene stabilito lo scioglimento della Flotta a seguito degli incidenti di Alabasta e Dressrosa. Altra minaccia è l'armata rivoluzionaria capitanata da Monkey D. Dragon, che persegue l'obiettivo di rovesciare il potere dei Draghi celesti.
Le notizie sono diffuse attraverso giornali consegnati a domicilio da gabbiani: questi quotidiani sono controllati dal Governo, pertanto le notizie che riportano possono essere facilmente manipolate per evitare verità scomode come la sconfitta di Crocodile per mano di Rufy o il falso abbandono della Flotta da parte di Do Flamingo. La valuta monetaria principale è il berry (ベリー?, berī): esistono banconote da 10.000, 5.000 e 1000 berry e monete da 500, 100, 50, 10, 5 e 1 berry; nell'edizione italiana dell'anime vengono chiamati "danari", salvo in qualche episodio dove viene ripristinato il termine originale.

### Razze e problematiche sociali
Nel mondo di One Piece la razza più numerosa, nonché dominante, è quella umana; sono però presenti altre razze più o meno numerose, ciascuna abitante un'isola specifica. I membri di una razza possono riprodursi con membri di razze differenti, dando vita a ibridi che presentano caratteristiche miste. Generalmente gli umani, soprattutto quelli appartenenti ai ceti benestanti, tendono a disprezzare le altre razze considerandole inferiori: tale atteggiamento è evidente soprattutto nei confronti degli uomini-pesce, considerati a malapena esseri senzienti. Inoltre, nonostante il Governo lo vieti, è diffuso tra la nobiltà l'acquisto e il possesso di schiavi di qualsiasi razza. Tale commercio è sviluppato soprattutto all'arcipelago Sabaody, dove sono presenti gruppi di rapitori che hanno il compito di catturare e rivendere le persone. Ogni schiavo viene tenuto a bada da un collare-bomba al collo, che esplode qualora si tenti di rimuoverlo. Gli schiavi dei Nobili mondiali, nello specifico, vengono anche marchiati a fuoco con un simbolo detto Zoccolo del drago cavalcacielo (天駆ける竜の蹄?, Ama kakeru ryū no hizume), consistente in un cerchio con quattro triangoli disposti a formare la zampa di un drago: uno schiavo marchiato con questo segno è considerato come qualcosa di meno che umano. 
- Gli uomini-pesce, le sirene e i tritoni sono esseri dall'aspetto antropomorfo che presentano alcune caratteristiche in comune con i pesci, quali la possibilità di respirare sott'acqua, l'elevata velocità nel nuoto e la capacità di comunicare con le creature marine. Le sirene e i tritoni sono umani dalla vita in su con delle code di pesce al posto delle gambe; a partire dai trent'anni la coda delle sirene si biforca permettendo loro di vivere anche sulla terraferma[55]. Gli uomini-pesce invece hanno una struttura fisica umana ma sono dotati di pinne, branchie e tentacoli a seconda della creatura marina a loro associata. Tendenzialmente sono più forti degli esseri umani, ma a causa del loro aspetto sono discriminati da una buona fetta della società; ciò ha fatto nascere in alcuni di loro, tra i quali Arlong e Hody Jones, un forte odio verso l'umanità. Gli uomini-pesce sono noti per il karate degli uomini-pesce (魚人空手?, gyojin karate), un'arte marziale che combina tecniche da utilizzare in acqua o sulla terraferma e che sfrutta l'acqua contenuta negli esseri viventi per propagare il danno[56], mentre i tritoni possono utilizzarne una variante detta jujitsu dei tritoni (人魚柔術?, māman konbatto).
- I giganti (巨人?, kyojin) sono una razza dall'aspetto simile agli uomini, ma dalla stazza, forza e resistenza molto più elevata. La durata media di vita dei giganti è circa tre volte quella degli esseri umani[57]. Molti di loro provengono dall'isola di Erbaf, come i pirati Giganti Guerrieri. I giganti di Erbaf credono che debbano morire in battaglia e considerano i duelli sacri, perché servono a determinare chi tra i contendenti ha il favore degli dei[57]. Se tornano a Erbaf da vincenti vengono trattati come degli eroi. Tuttavia, non tutti i giganti la pensano in questo modo: il viceammiraglio Hagwor D. Sauro, infatti, non condivide quelle che lui chiama "credenze barbariche". Invece, Odr e il suo discendente Odr Jr. appartengono a un particolare gruppo di giganti, detti antichi giganti (古代巨人?, Kodai kyojin), non provenienti da Erbaf che hanno la particolarità di essere più grandi dei loro consanguinei[58].
- La popolazione celeste include tutte quelle persone che vivono sui mari del cielo. Hanno delle caratteristiche particolari: ogni cittadino di Skypiea e membro della Tribù Shandia ha infatti delle piccole ali sulla schiena che però non hanno, o almeno non è stato mostrato, alcuno scopo, mentre gli abitanti di Bilca possiedono ali molto più grosse rivolte verso il basso anziché verso l'alto. Usano i Dial per avvantaggiarsi nella vita di tutti i giorni. Come mostrato nelle miniavventure di Ener, gli antenati di queste popolazioni un tempo abitavano la Luna e si trasferirono sulla Terra per mancanza di risorse[59].
- I braccialunghe (手長?, tenaga) sono degli esseri simili agli umani, ma che posseggono braccia molto più lunghe e con due gomiti. Gran parte del loro vestiario proviene dalla cultura cinese, e la loro patria sembra essere l'isola Kenzan. Similmente i gambelunghe (足長?, ashinaga) possiedono delle lunghe gambe, tuttavia dotate di un'unica articolazione, risultando essere più alti dei normali esseri umani. Sono entrambi basati su delle leggendarie creature giapponesi, i tenaga-jin (手長人?), la cui caratteristica più notevole sono le lunghe braccia e gli ashinaga-jin (足長人?), che hanno gambe di lunghezza smisurata. Gli incroci fra i braccialunghe e i gambelunghe prendono il nome di braccia-gambelunghe (手足長?, teashinaga)[60].
- I nani (小人?, kobito) sono una razza di esseri molto piccoli, dotati di un naso lungo e appuntito e di una soffice coda simile a quella delle volpi. Una comunità di nani, i Tontatta, vive nel sottosuolo della foresta di Green Bit. Sono creature molto diffidenti ma, paradossalmente, anche molto ingenue e credulone[61]. Nonostante la loro piccola statura, posseggono una forza fisica notevole tanto da riuscire facilmente a distruggere un edificio; nel combattere utilizzano uno stile di combattimento detto Tontatta Combat (トンタッタコンバット?, Tontatta konbatto). Sono molto agili e veloci, ciò gli permette di sfuggire all'attenzione delle persone ed essere difficilmente individuabili. I nani sono inoltre grandi coltivatori e conoscitori di ogni tipo di piante. Come i giganti inoltre sono molto longevi e possono arrivare a vivere fino a centocinquant'anni.
- I visoni (ミンク?, minku) sono esseri umanoidi dalle caratteristiche animalesche, come code, musi, zampe o orecchie di animali. Vivono sull'isola di Zo. Nonostante si creda che i visoni odino gli umani, essi non hanno pregiudizi in base alla specie e considerano gli umani come "visoni inferiori" o "visoni scimmia senza pelo". Alcuni di loro trovano i corpi umani attraenti e come alcuni animali hanno il vizio di mostrare affetto tramite struscii, morsi o leccate. Tutti i visoni sono dei combattenti temibili sin dalla nascita, inoltre è comune tra di loro l'uso di armi e sono in grado di utilizzare una tecnica chiamata Electro (エレクトロ?, Erekutoro), che permette loro di scagliare attacchi con scosse elettriche. Se entrano in contatto visivo con la luna piena, acquisiscono una forma chiamata Sulong (スーロン?, Sūron, lett. "Leone lunare"), in cui oltre a un leggero cambiamento fisico, ottengono un notevolmente incremento in forza fisica e agilità; inoltre, secondo Cane-tempesta, il Sulong sarebbe la vera forma dei visoni[62].
- I lunaria (ルナーリア?, Runāria) sono una razza che viveva sulla Linea Rossa in un lontano passato e venivano considerati come degli dei, ma attualmente sono praticamente estinti; l'unico superstite è King. Sono umanoidi con la pelle scura, i capelli bianchi, un paio di ali piumate nere e una fiamma accesa sulle loro spalle. Sono in grado di generare fuoco e di manipolarlo; vengono descritti come virtualmente invulnerabili e in grado di sopravvivere in qualsiasi ambiente: tale resistenza è legata alla fiamma sulle loro spalle, che se spenta li rende più veloci ma abbassa le loro difese, rendendoli vulnerabili. Date le caratteristiche peculiari di questa razza il Governo mondiale ha sottoposto King a vari esperimenti fino alla sua fuga, ed è disposto a pagare cento milioni di berry per qualsiasi notizia che li riguarda[63].

## Poteri e abilità particolari
Nel mondo di One Piece molte persone, animali e oggetti sono dotati di poteri e abilità soprannaturali. La natura di questi poteri è varia: possono essere innati o possono manifestarsi sia a causa di interventi esterni che con l'allenamento e lo sviluppo personale. Tra le abilità più diffuse vi sono i poteri legati ai Frutti del diavolo e quelli originati dall'Ambizione, ma esistono anche stili di combattimento quali arti marziali o tecniche con armi.

### Frutti del diavolo

Il frutto Bubble Bubble

I frutti del diavolo (悪魔の実?, akuma no mi, chiamati inizialmente "frutti del mare" nella versione italiana dell'anime, "frutti del demone" dall'episodio 585 al 627 e "frutta del diavolo" nella prima edizione italiana del primo volume) sono dei particolari frutti che conferiscono a chi li mangia capacità sovrannaturali al prezzo di perdere completamente la capacità di nuotare; chi ha mangiato un frutto perde le forze se immerso in acqua di mare o se in contatto con l'agalmatolite marina. Ciascun frutto conferisce un potere diverso e non ne esistono due uguali attivi nello stesso momento: quando il possessore di un frutto muore questo si rigenera a partire da un frutto normale e non è possibile mangiare più di un frutto perché il corpo esploderebbe; l'unico personaggio che finora sia stato in grado di assimilarne due, per motivi sconosciuti, è Marshall D. Teach. Tendenzialmente un frutto mostra fin da subito i poteri che fornisce, dopodiché sta al possessore imparare a padroneggiarli; utilizzatori particolarmente abili possono anche sfruttare uno stato chiamato "Risveglio" (覚醒?, kakusei), descritto da Kaido come una sincronia perfetta tra potere, corpo e mente, che permette di potenziare e amplificare gli effetti del Frutto. La buccia e la polpa presentano dei caratteristici motivi a spirale e il loro sapore è descritto come disgustoso. L'origine e la natura dei frutti sono sconosciuti, tuttavia il Dr. Vegapunk ha ipotizzato che la loro esistenza derivi dai desideri della gente: ognuno di essi rappresenterebbe una potenziale evoluzione della razza umana che qualcuno ha desiderato .
Esistono tre categorie principali di frutti:
- I Paramisha (超人系?, Paramisha)[67][7] sono i più comuni e conferiscono a chi li mangia i poteri più disparati[68]. Tali frutti, ad esempio, possono conferire caratteristiche fisiche anomale, quali durezza o invisibilità; possono permettere di modificare l'ambiente e le persone circostanti; consentono di trasformare il proprio corpo in oggetti come armi o bombe; o permettono di produrre dal proprio corpo sostanze come veleno o cera. Inoltre i poteri forniti dal frutto possono essere attivi permanentemente come per lo Yomi Yomi di Brook, o possono essere attivati volontariamente come per il Fior Fior di Nico Robin o l'Ope Ope di Trafalgar Law. Tendenzialmente i Paramisha sono considerati i frutti più deboli, perché spesso mostrano sin da subito tutte le loro potenzialità. Per i Paramisha il risveglio consiste nell'estensione del potere anche agli oggetti e all'ambiente circostante[7][68].
- I Rogia (自然系?)[67][7], Roja nell'edizione italiana dell'anime, permettono di assimilare la propria essenza a un elemento naturale, come luce, fuoco o sabbia, e di generarlo e manipolarlo a proprio piacimento in quantità apparentemente illimitata[68]. I possessori di Rogia possono anche tramutare il proprio corpo nell'elemento associato, rendendosi così intangibili alla maggior parte dei colpi e potendo poi rigenerarsi in caso di danni. È però possibile rendere tangibile il corpo del possessore di un frutto Rogia facendo uso di una sostanza che possa contrapporsi al potere del frutto (ad esempio Rufy riesce a colpire Crocodile, possessore del frutto Sand Sand, usando dell'acqua, che solidifica la sabbia) oppure grazie all'Ambizione dell'armatura. I Rogia fanno anche acquisire le caratteristiche dell'elemento a cui corrispondono: per esempio il Rombo Rombo, che rende in grado di controllare l'elettricità, fornisce la capacità di passare attraverso i materiali conduttori. Mediamente i frutti Rogia sono i più potenti in termini di forza distruttiva e uno di loro, il Dark Dark, è considerato uno tra i frutti più potenti in assoluto[69].
- Gli Zoo Zoo (動物系?, Zōn)[67] permettono a chi li ingerisce di trasformarsi in un determinato animale, sfruttando tre diverse forme: normale, ibrida e pienamente mutata[68]. L'ingestione di uno Zoo Zoo conferisce le caratteristiche dell'animale associato: ad esempio TonyTony Chopper, nutrendosi dell'Homo Homo, ha acquisito un'intelligenza umana; inoltre, frutti associati a un animale carnivoro aumentano l'aggressività e la sete di sangue. Finora sono gli unici il cui potere è stato assorbito da oggetti tramite una tecnica ancora sconosciuta usata dal dottor Vegapunk, anche perché sono i soli che possano animare delle cose. Gli Zoo Zoo hanno inoltre delle sottocategorie, ovvero gli Zoo Zoo mitologici (「動物系」幻獣種?, Zōn-kei genjūshu) che consentono la trasformazione in creature leggendarie, e gli Zoo Zoo ancestrali (「動物系」古代種?, Zōn-kei kodaishu) che permettono la trasformazione in animali preistorici: i frutti di queste due categorie sono i più rari in assoluto[7]. Inoltre alcuni frutti possono presentarsi in vari modelli pur avendo lo stesso nome: è il caso, ad esempio, dei frutti Avis Avis, in grado di trasformare chi li mangia in uccelli, dei quali sono stati presentati il modello falco, il modello albatro e il mitologico modello fenice. Negli Zoo Zoo il Risveglio crea una nuova trasformazione di potenza superiore alle tre standard, rendendo però la personalità dell'individuo più simile a quella dell'animale corrispondente con il rischio che quest'ultima prevalga, prendendo definitivamente possesso del corpo dell'utilizzatore[70].

#### Smile
Gli Smile (スマイル?, Sumairu) sono frutti del diavolo artificiali creati e sviluppati da Caesar Clown basandosi su degli studi compiuti da Vegapunk: quest'ultimo, infatti, era riuscito a produrne un prototipo, da lui considerato un fallimento, in grado di trasformare chi lo mangiasse in un drago cinese; il frutto è stato in seguito ingerito inconsapevolmente da Kozuki Momonosuke. Gli Smile sono ottenuti utilizzando una particolare sostanza, il S.A.D. (SAD?, Esu-Ē-Dī), messa a punto da Caesar stesso, e sono coltivati in una fabbrica apposita a Dressrosa dai Tontatta ricattati da Do Flamingo. Nonostante le abilità dei nani come coltivatori non tutti i frutti risultano funzionanti, e chiunque ne mangi uno difettoso perde completamente la capacità di esternare emozioni che non siano la felicità, mostrandosi con un eterno sorriso stampato in volto. Il S.A.D. è creato a partire dal genoma prelevato da vari animali, per cui gli Smile creati da Caesar si limitano a fornire a chi li mangia poteri analoghi a quelli dei soli frutti Zoo Zoo associati a creature realmente esistenti; inoltre, a differenza dei Frutti normali, è possibile per due Smile fornire gli stessi poteri. Le trasformazioni permesse dagli Smile funzionanti finora mostrate sembrano però essere fondamentalmente diverse da quelle degli Zoo Zoo classici, permettendo la trasformazione di singole parti del corpo in parti dell'animale non omologhe oppure la formazione di parti del corpo dell'animale corrispondente non controllate dalla volontà del possessore. Gli Smile inoltre differiscono dai Frutti del diavolo normali a causa della loro buccia, presentante un motivo a pois anziché a spirale.

### Ambizione
L'Ambizione (覇気?, Haki) è una forza misteriosa che si trova in ogni essere vivente e che si manifesta in circostanze critiche, attraverso un allenamento specifico o a seguito di un forte shock emotivo; è possibile provare a risvegliarla per tutta la vita senza riuscirci, mentre secondo Silvers Rayleigh e Hyogoro si sviluppa quando si è con le spalle al muro o affrontando avversari sempre più forti. L'utilizzo dell'Ambizione ha una durata limitata, oltre la quale bisogna attendere qualche minuto prima di poterla utilizzare nuovamente, e ve ne sono tre tipi:
- L'Ambizione della percezione (見聞色の覇気?, Kenbun-shoku no Haki), nota su Skypiea come "Mantra" (心綱?, Mantora), è il tipo più comune[78] e consente di avvertire la presenza di altri soggetti anche se fuori dal proprio campo visivo e di anticipare le mosse altrui; se sviluppata a dovere consente addirittura di vedere brevemente nel futuro[79].
- L'Ambizione dell'armatura (武装色の覇気?, Busō-shoku no Haki), denominata "Ciliegio fluente" (流桜?, Ryūō, lett. "corrente di fiori di ciliegio") nel Paese di Wa[80], genera una sorta di armatura incorporea che rafforza le parti del corpo o le armi che riveste[78]; inizialmente invisibile, a partire dalla seconda parte della storia quando viene utilizzata le membra da essa avvolte diventano nere e lucide. Questo tipo di Ambizione non solo rende estremamente più potenti i normali attacchi ma consente anche di combattere alla pari contro il potere dei Frutti del diavolo, dal momento che permette anche di contrastare eventuali alterazioni fisiche da loro prodotte, ad esempio l'intangibilità dei frutti Rogia, senza però annullarne completamente i poteri[81]. Se particolarmente sviluppata permette di effettuare attacchi in grado di oltrepassare eventuali corazze nonché a distanza[82].
- L'Ambizione del re conquistatore (覇王色の覇気?, Haō-shoku no Haki) è la forma più rara[78] ed è l'unico tipo che non può essere sviluppato attraverso un allenamento ma solamente con la crescita personale dell'utilizzatore, sebbene sia possibile manifestarla inconsciamente se in preda a forti sentimenti. Questo tipo di Ambizione permette di intimidire avversari relativamente deboli fino a farli svenire e se si è in grado di controllarla al meglio si può anche scegliere contro quali avversari indirizzarla; ai massimi livelli può causare danni fisici all'ambiente circostante[37] ed essere utilizzata in modo analogo alla precedente per potenziare i propri attacchi, ma solo pochissimi individui sono in grado di farlo[83].

### Stili di combattimento
Alcuni personaggi fanno uso di stili di combattimento, con o senza armi. Questi stili possono essere crearti e sviluppati dall'utilizzatore in base alle proprie capacità (ad esempio la tecnica a tre spade di Roronoa Zoro, lo stile basato sui calci di Sanji o le tecniche di alterazione climatica di Nami), oppure derivare da una scuola o uno stile già esistente: tra gli stili più diffusi vi sono il karate degli uomini-pesce, utilizzato da molti uomini-pesce e da Koala, o le Rokushiki, utilizzate dai Cipher Pol e da alcuni membri della Marina.

#### Rokushiki
Le Rokushiki (六式? lett. "Sei arti") sono sei tecniche di arti marziali che permettono di trascendere le normali capacità umane, più una settima unica del CP9. Per apprendere una delle tecniche è necessario conoscere quelle precedenti.
- Il Soru (剃? lett. "Rasatura") è una tecnica che permette di spostarsi a velocità elevatissime, tanto da risultare invisibili, colpendo il terreno dieci volte al secondo; Rufy utilizza questa tecnica come base per creare il Gear Second.
- Il Kamie (紙絵? lett. "Disegno di carta") è una tecnica che rende il corpo flessibile come un foglio di carta e aumenta i riflessi, permettendo di schivare attacchi anche molto veloci.
- Il Geppō (月歩? lett. "Passo lunare"), Moon Step nell'edizione italiana dell'anime, è una tecnica che consente di spostarsi nelle tre dimensioni calciando con grande forza l'aria; questa tecnica viene poi appresa da Sanji per sfuggire ai travestiti di Momoiro, e da Rufy utilizzando il Gear Fourth.
- Il Rankyaku (嵐脚? lett. "Tempesta di gambe), Storm Leg o Calcio tempesta nell'edizione italiana dell'anime, consente di creare delle lame d'aria tirando calci di notevole potenza; ai massimi livelli le lame sono in grado di tagliare anche l'acciaio.
- Lo Shigan (指銃? lett. "Dito pistola") permette di danneggiare i corpi avversari sfruttando le dita, che grazie alla potenza del braccio e alla velocità del colpo possono essere utilizzati come proiettili.
- Il Tekkai (鉄塊? lett. "Massa di ferro"), Barile di ferro nell'edizione italiana dell'anime, permette di indurire e irrigidire i muscoli per farli diventare resistenti come l'acciaio, limitando però la mobilità dell'utilizzatore.
- Il Rokuogan (六王銃? lett "Sei pistole del re") è una tecnica che può essere appresa solo padroneggiando alla perfezione le altre Rokushiki. Ponendo i pugni chiusi sul torace dell'avversario si genera un'onda d'urto di notevole potenza; se allenata l'onda è in grado di percorrere anche lunghe distanze con potenza maggiore.

### Voce di tutte le cose
La capacità di udire la voce di tutte le cose (万物の声?, banbutsu no koe) è un'abilità innata posseduta da pochissime persone al mondo: grazie a essa Gol D. Roger è riuscito a scoprire la verità sui Poignee Griffe e sul loro significato pur non essendo in grado di leggere e comprendere l'antica lingua. Inoltre alcuni personaggi, come Monkey D. Rufy, Kozuki Oden, Momonosuke e lo stesso Roger riescono a udire le voci di animali ancestrali, come i Re del mare e Zunisha, inudibili da altre persone, pur non essendo in grado di rispondere; non è tuttavia chiaro se si tratti dello stesso potere.

## Scienza e tecnologia

### Materie prime e strumenti

#### Agalmatolite marina
L'agalmatolite marina (海楼石?, kairōseki) è una sostanza naturale, originaria del Paese di Wa ma diffusasi in tutto il mondo, che irradia la stessa energia dell'oceano: per questo può essere utilizzata per privare di forze chi abbia mangiato un Frutto del diavolo e infatti viene utilizzata soprattutto dalla Marina per creare oggetti come manette, gabbie e reti. Molto resistente e perfino più dura del diamante, nasce dalla reazione di un elemento detto "pilobroin" (パイロブロイン?, pairoburoin) presente nelle ceneri vulcaniche e l'acqua, che viene solidificata da esso.

#### Dial
I Dial (貝?, Daiyaru, lett. "Conchiglia di mare") sono conchiglie derivanti da alcune creature che vivono nei mari del cielo. Hanno svariati usi, come assorbire ed emettere suoni, luce, calore, acqua, e per questo vengono utilizzati nelle isole del cielo per fornire energia a oggetti di tutti i giorni; altri, potendo generare fendenti d'aria e onde d'urto, possono essere utilizzati nei combattimenti. Occasionalmente, alcuni Dial possono giungere nel Mare Blu: i pirati Rumbar possedevano ad esempio un Tone Dial, in grado di registrare e riprodurre suoni, comprato a un mercato.

#### Spade
Nel mondo di One Piece le armi bianche fabbricate da artigiani celebri sono note come Wazamono (業物?) o "spade di buona fattura". Alcune di esse suddivise in tre categorie, che le classificano in base alla qualità:
- Wazamono supreme[89] (最上大業物?, Saijō Ō Wazamono): chiamate anche "spade di straordinaria fattura", sono le migliori spade del mondo. In totale ve ne sono dodici esemplari[90], tra le quali la Kokuto Yoru;
- Owazamono[89] (大業物?, Ō Wazamono): note anche come "spade di ottima fattura" ve ne sono in tutto ventun esemplari, e il loro valore si aggira intorno ai dieci milioni di berry[90]. Tra queste vi sono la Wadō Ichimonji, la Shūsui e la Enma;
- Ryowazamono[89] (良業物?, Ryō Wazamono): chiamate anche "spade di pregevole fattura", ve ne sono in tutto cinquanta esemplari[90]. La Yubashiri, poi distrutta, appartiene a questa categoria.

Vi sono inoltre Wazamono che non appartengono a nessuna delle tre categorie: il loro valore è di circa un milione di berry. Tra queste si trovano la Sandai Kitetsu e la Shigure.

#### Vivre Card
Una Vivre Card (ビブルカード?, Biburu Kado) è un pezzo di carta creato nel Nuovo Mondo che a contatto con fuoco, acqua o altro non si danneggia. La Vivre card si crea a partire da un pezzo di unghia di una persona; se strappata in pezzi, questi iniziano ad attrarsi reciprocamente. È collegata all'energia vitale della persona cui apparteneva il pezzo di unghia usato per crearla, quindi se qualcosa accade a quella persona i pezzi di carta cominciano a bruciare, diventando sempre più piccoli per bruciare completamente in caso di morte.

### Viaggi e comunicazioni
Essendo il mondo di One Piece coperto quasi interamente dalle acque, i mezzi di trasporto più utilizzati sono le navi. A seconda dei viaggi che devono intraprendere, le navi vengono costruite o equipaggiate differentemente: ad esempio quelle della Marina sono rivestite di agalmatolite che, irradiando la stessa energia dell'oceano, ne nasconde la presenza a eventuali mostri marini e permette loro di attraversare indisturbate anche le fasce di bonaccia. Inoltre sono possibili anche i viaggi subacquei, attraverso sottomarini o rivestendo le navi di una speciale resina prodotta dalle mangrovie dell'arcipelago Sabaody, che avvolge le imbarcazioni come una bolla proteggendole e permettendo all'equipaggio di respirare sott'acqua. In alcune isole sono poi presenti particolari mezzi di trasporto: a Water Seven, ad esempio, si trova il Treno del mare Puffing Tom (パッフィング・トム?, Paffingu Tomu), un mezzo in grado di correre su rotaie poste a pelo d'acqua che collega le città di Water Seven, St. Popula, Pucci e San Faldo, nonché il tribunale giudiziario di Enies Lobby; a Skypiea, invece, sono diffusi i waver (ウェイバー?, weibā), delle barche dotate di un motore alimentato dai Dial.

#### Log Pose

Un Log Pose

Nella Rotta Maggiore, le bussole impazziscono a causa dei campi magnetici delle isole che tendono a occultare quello terrestre. L'unico strumento sicuro per viaggiare è il Log Pose (記録指針?, Rogu Pōsu), una piccola bussola da polso che si stabilizza sul campo magnetico dell'isola più vicina e continua a puntarvi fino a quando non la si raggiunge. Una volta raggiunta, il Log Pose registra la posizione e si stabilizza sul campo magnetico dell'isola successiva. Il tempo di registrazione cambia da isola a isola e può variare da poche ore a più di un anno. A causa del funzionamento del Log Pose, affidandosi a esso per la navigazione e in base alla scelta dell'isola iniziale si finisce per percorrere uno di sette diversi percorsi per attraversare la Rotta Maggiore, ognuno dei quali è caratterizzato da una diversa sequenza di isole. Per navigare nel Nuovo Mondo è necessario disporre di un modello più sofisticato di Log Pose, dotato di ben tre aghi anziché uno come il modello comune: questo a causa del complicatissimo quadro meteorologico e magnetico del Nuovo Mondo. Di norma gli aghi indicano mete diverse, e pertanto molto è affidato al talento del navigatore; in genere è meglio girare al largo dall'isola col magnetismo più strano, ovvero quella corrispondente a un movimento insolitamente veloce dell'ago. Una variante del Log Pose è l'Eternal Pose (永久指針?, Etānaru Pōsu), che punta sempre verso un'isola specifica.

#### Lumacofoni
I lumacofoni (電伝虫?, den den mushi, lett. "insetto per trasmissione elettrica") sono i principali mezzi di comunicazione del mondo di One Piece. Sono delle lumache in grado di comunicare tra loro attraverso impulsi elettromagnetici: questa loro abilità può essere sfruttata applicandovi sistemi in grado di controllare e dirigere le comunicazioni. I lumacofoni possono essere sfruttati anche come telecamere o per intercettare comunicazioni provenienti da altri lumacofoni. Possono avere diversi colori e forme, tra i quali il lumacofono d'oro (ゴールデン電伝虫?, gōruden den-den mushi), utilizzato esclusivamente per chiamare il Buster Call. Inoltre possono assumere le espressioni e l'aspetto della persona che lo sta utilizzando.